# Xã Cuivre, Quận Audrain, Missouri
Xã Cuivre (tiếng Anh: Cuivre Township) là một xã thuộc quận Audrain, tiểu bang Missouri, Hoa Kỳ. Năm 2010, dân số của xã này là 5.125 người.